# Cúp quốc gia Scotland 2008–09
Cúp quốc gia Scotland 2008–09 là mùa giải thứ 124 của giải đấu bóng đá loại trực tiếp uy tín nhất Scotland. Đội vô địch là Rangers, khi đánh bại Falkirk trong trận Chung kết ngày 30 tháng 5 năm 2009.
Giải đấu có nhà tài trợ mới. Trong khi Hiệp hội bóng đá Scotland tài trợ giải đấu mùa trước, thì nhà tài trợ mới là Homecoming Scotland 2009, một dự án đến từ Chính phủ Scotland để khuyến khích người Scots trên toàn thế giới về thăm đất nước. Giải đấu còn có tên gọi là Cúp quốc gia Scotland Homecoming 
Banks o' Dee, Bathgate Thistle, Lochee United và Pollok là 4 đội trẻ tham gia mùa giải này.

## Lịch thi đấu
| Vòng      | Ngày thi đấu đầu tiên | Số trận đấu | Số trận đấu | Số đội tham gia |
| Vòng      | Ngày thi đấu đầu tiên | Ban đầu     | Đấu lại     | Số đội tham gia |
| --------- | --------------------- | ----------- | ----------- | --------------- |
| Vòng Một  | 27 tháng 9 năm 2008   | 18          | 4           | 82 → 64         |
| Vòng Hai  | 25 tháng 10 năm 2008  | 16          | 2           | 64 → 48         |
| Vòng Ba   | 29 tháng 11 năm 2008  | 16          | 4           | 48 → 32         |
| Vòng Bốn  | 10 tháng 1 năm 2009   | 16          | 2           | 32 → 16         |
| Vòng Năm  | 7 tháng 2 năm 2009    | 8           | 1           | 16 → 80         |
| Tứ kết    | 7 tháng 3 năm 2009    | 4           | 1           | 8 → 4           |
| Bán kết   | 25 tháng 4 năm 2009   | 2           | 0           | 4 → 2           |
| Chung kết | 30 tháng 5 năm 2009   | 1           | 0           | 2 → 1           |

## Vòng Một
Lễ bốc thăm vòng Một diễn ra tại Castlehead High School, Paisley ngày 8 tháng 9 năm 2008.
| Banks O' Dee | 10 – 0 | Fort William |  |

| Carstairs 24' 35' · Reid 30' 38' · Taylor 44' 72' 86' (ph.đ.) · Whyte 69' (ph.đ.) · Brownhill 70' · Phillips 89' |                      |  | \| Chi tiết \| Chi tiết \| \| Ngày \| 27 tháng 9 năm 2008 \| \| Giờ thi đấu \| 15:00 \| \| Sân vận động \| Spain Park, Aberdeen \| |
| Chi tiết | Chi tiết             |  | |
| Ngày | 27 tháng 9 năm 2008  |  | |
| Giờ thi đấu | 15:00                |  | |
| Sân vận động | Spain Park, Aberdeen |  | |

| Chi tiết     | Chi tiết             |
| Ngày         | 27 tháng 9 năm 2008  |
| Giờ thi đấu  | 15:00                |
| Sân vận động | Spain Park, Aberdeen |

| Clachnacuddin | 4 – 0 | Burntisland Shipyard |  |

| Macmillan 19' (l.n.) · Lawrie 29' · Ross 64' · Morrison 77' |                              |  | \| Chi tiết \| Chi tiết \| \| Ngày \| 27 tháng 9 năm 2008 \| \| Giờ thi đấu \| 15:00 \| \| Sân vận động \| Grant Street Park, Inverness \| |
| Chi tiết                                                    | Chi tiết                     |  | |
| Ngày                                                        | 27 tháng 9 năm 2008          |  | |
| Giờ thi đấu                                                 | 15:00                        |  | |
| Sân vận động                                                | Grant Street Park, Inverness |  | |

| Chi tiết     | Chi tiết                     |
| Ngày         | 27 tháng 9 năm 2008          |
| Giờ thi đấu  | 15:00                        |
| Sân vận động | Grant Street Park, Inverness |

| Dalbeattie Star | 5 – 1 | Lossiemouth |  |

| Milligan 68' 86' 89' 90' · Sloan 81' |                               | Lasley 27' | \| Chi tiết \| Chi tiết \| \| Ngày \| 27 tháng 9 năm 2008 \| \| Giờ thi đấu \| 15:00 \| \| Sân vận động \| Islecroft Stadium, Dalbeattie \| |
| Chi tiết                             | Chi tiết                      |            | |
| Ngày                                 | 27 tháng 9 năm 2008           |            | |
| Giờ thi đấu                          | 15:00                         |            | |
| Sân vận động                         | Islecroft Stadium, Dalbeattie |            | |

| Chi tiết     | Chi tiết                      |
| Ngày         | 27 tháng 9 năm 2008           |
| Giờ thi đấu  | 15:00                         |
| Sân vận động | Islecroft Stadium, Dalbeattie |

| Edinburgh City | 2 – 0 | Nairn County |  |

| Ross 25' · Bruce 53' |                               |  | \| Chi tiết \| Chi tiết \| \| Ngày \| 27 tháng 9 năm 2008 \| \| Giờ thi đấu \| 15:00 \| \| Sân vận động \| Meadowbank Stadium, Edinburgh \| |
| Chi tiết             | Chi tiết                      |  | |
| Ngày                 | 27 tháng 9 năm 2008           |  | |
| Giờ thi đấu          | 15:00                         |  | |
| Sân vận động         | Meadowbank Stadium, Edinburgh |  | |

| Chi tiết     | Chi tiết                      |
| Ngày         | 27 tháng 9 năm 2008           |
| Giờ thi đấu  | 15:00                         |
| Sân vận động | Meadowbank Stadium, Edinburgh |

| Edinburgh University | 1 – 2 | Civil Service Strollers |  |

| Dick 10'     |                       | Burgess 64' · Dickson 82' | \| Chi tiết \| Chi tiết \| \| Ngày \| 27 tháng 9 năm 2008 \| \| Giờ thi đấu \| 15:00 \| \| Sân vận động \| Peffermill, Edinburgh \| |
| Chi tiết     | Chi tiết              |                           | |
| Ngày         | 27 tháng 9 năm 2008   |                           | |
| Giờ thi đấu  | 15:00                 |                           | |
| Sân vận động | Peffermill, Edinburgh |                           | |

| Chi tiết     | Chi tiết              |
| Ngày         | 27 tháng 9 năm 2008   |
| Giờ thi đấu  | 15:00                 |
| Sân vận động | Peffermill, Edinburgh |

| Fraserburgh | 6 – 3 | Hawick Royal Albert |  |

| Stephen 7' 45' · Clark 17' (l.n.) · West 27' · Main 77' · Johnstone 77' |                            | Smith 35' · Hamilton 51' · Knox 78' | \| Chi tiết \| Chi tiết \| \| Ngày \| 27 tháng 9 năm 2008 \| \| Giờ thi đấu \| 15:00 \| \| Sân vận động \| Bellslea Park, Fraserburgh \| |
| Chi tiết                                                                | Chi tiết                   |                                     | |
| Ngày                                                                    | 27 tháng 9 năm 2008        |                                     | |
| Giờ thi đấu                                                             | 15:00                      |                                     | |
| Sân vận động                                                            | Bellslea Park, Fraserburgh |                                     | |

| Chi tiết     | Chi tiết                   |
| Ngày         | 27 tháng 9 năm 2008        |
| Giờ thi đấu  | 15:00                      |
| Sân vận động | Bellslea Park, Fraserburgh |

| Glasgow University | 0 – 1 | Vale of Leithen |  |

|              |                                  | Shortreed 82' | \| Ngày \| 27 tháng 9 năm 2008 \| \| Giờ thi đấu \| 15:00 \| \| Sân vận động \| Garscube Sports Complex, Glasgow \| |
| Ngày         | 27 tháng 9 năm 2008              |               | |
| Giờ thi đấu  | 15:00                            |               | |
| Sân vận động | Garscube Sports Complex, Glasgow |               | |

| Ngày         | 27 tháng 9 năm 2008              |
| Giờ thi đấu  | 15:00                            |
| Sân vận động | Garscube Sports Complex, Glasgow |

| Golspie Sutherland | 0 – 3 | Threave Rovers |  |

|              |                        | Cook 28' 59' · Beattie 89' | \| Ngày \| 27 tháng 9 năm 2008 \| \| Giờ thi đấu \| 15:00 \| \| Sân vận động \| King George V, Golspie \| |
| Ngày         | 27 tháng 9 năm 2008    |                            | |
| Giờ thi đấu  | 15:00                  |                            | |
| Sân vận động | King George V, Golspie |                            | |

| Ngày         | 27 tháng 9 năm 2008    |
| Giờ thi đấu  | 15:00                  |
| Sân vận động | King George V, Golspie |

| Huntly | 1 – 0 | Girvan |  |

| Soane 10'    |                       |  | \| Chi tiết \| Chi tiết \| \| Ngày \| 27 tháng 9 năm 2008 \| \| Giờ thi đấu \| 15:00 \| \| Sân vận động \| Christie Park, Huntly \| |
| Chi tiết     | Chi tiết              |  | |
| Ngày         | 27 tháng 9 năm 2008   |  | |
| Giờ thi đấu  | 15:00                 |  | |
| Sân vận động | Christie Park, Huntly |  | |

| Chi tiết     | Chi tiết              |
| Ngày         | 27 tháng 9 năm 2008   |
| Giờ thi đấu  | 15:00                 |
| Sân vận động | Christie Park, Huntly |

| Inverurie Loco Works | 5 – 2 | Deveronvale |  |

| Simpson 21' · McLean 33' · Smith 36' · Gauld 39' · Coull 47' |                        | McKenzie 58' (ph.đ.) 79' | \| Chi tiết \| Chi tiết \| \| Ngày \| 27 tháng 9 năm 2008 \| \| Giờ thi đấu \| 15:00 \| \| Sân vận động \| Harlaw Park, Inverurie \| |
| Chi tiết                                                     | Chi tiết               |                          | |
| Ngày                                                         | 27 tháng 9 năm 2008    |                          | |
| Giờ thi đấu                                                  | 15:00                  |                          | |
| Sân vận động                                                 | Harlaw Park, Inverurie |                          | |

| Chi tiết     | Chi tiết               |
| Ngày         | 27 tháng 9 năm 2008    |
| Giờ thi đấu  | 15:00                  |
| Sân vận động | Harlaw Park, Inverurie |

| Lochee United | 3 – 1 | Bathgate Thistle |  |

| Hagen 70' (ph.đ.) · Carlin ?' (l.n.) · Cargill ?' |                      | Menmuir 21' | \| Chi tiết \| Chi tiết \| \| Ngày \| 27 tháng 9 năm 2008 \| \| Giờ thi đấu \| 14:30 \| \| Sân vận động \| Thomson Park, Dundee \| |
| Chi tiết                                          | Chi tiết             |             | |
| Ngày                                              | 27 tháng 9 năm 2008  |             | |
| Giờ thi đấu                                       | 14:30                |             | |
| Sân vận động                                      | Thomson Park, Dundee |             | |

| Chi tiết     | Chi tiết             |
| Ngày         | 27 tháng 9 năm 2008  |
| Giờ thi đấu  | 14:30                |
| Sân vận động | Thomson Park, Dundee |

| Newton Stewart | 1 – 1 | Brora Rangers |  |

| Sutherland 89' (ph.đ.) |                                 | Cameron 12' | \| Chi tiết \| Chi tiết \| \| Ngày \| 27 tháng 9 năm 2008 \| \| Giờ thi đấu \| 15:00 \| \| Sân vận động \| Blairmount Park, Newton Stewart \| |
| Chi tiết               | Chi tiết                        |             | |
| Ngày                   | 27 tháng 9 năm 2008             |             | |
| Giờ thi đấu            | 15:00                           |             | |
| Sân vận động           | Blairmount Park, Newton Stewart |             | |

| Chi tiết     | Chi tiết                        |
| Ngày         | 27 tháng 9 năm 2008             |
| Giờ thi đấu  | 15:00                           |
| Sân vận động | Blairmount Park, Newton Stewart |

| Pollok | 1 – 1 | Spartans |  |

| Dingwall 15' |                             | Walker 29' (ph.đ.) | \| Chi tiết \| Chi tiết \| \| Ngày \| 27 tháng 9 năm 2008 \| \| Giờ thi đấu \| 15:00 \| \| Sân vận động \| Newlandsfield Park, Glasgow \| |
| Chi tiết     | Chi tiết                    |                    | |
| Ngày         | 27 tháng 9 năm 2008         |                    | |
| Giờ thi đấu  | 15:00                       |                    | |
| Sân vận động | Newlandsfield Park, Glasgow |                    | |

| Chi tiết     | Chi tiết                    |
| Ngày         | 27 tháng 9 năm 2008         |
| Giờ thi đấu  | 15:00                       |
| Sân vận động | Newlandsfield Park, Glasgow |

| Preston Athletic | 3 – 1 | Gala Fairydean |  |

| Miller 2' · Manson 31' 56' |                            | Gibson 24' | \| Chi tiết \| Chi tiết \| \| Ngày \| 27 tháng 9 năm 2008 \| \| Giờ thi đấu \| 15:00 \| \| Sân vận động \| Pennypit Park, Prestonpans \| |
| Chi tiết                   | Chi tiết                   |            | |
| Ngày                       | 27 tháng 9 năm 2008        |            | |
| Giờ thi đấu                | 15:00                      |            | |
| Sân vận động               | Pennypit Park, Prestonpans |            | |

| Chi tiết     | Chi tiết                   |
| Ngày         | 27 tháng 9 năm 2008        |
| Giờ thi đấu  | 15:00                      |
| Sân vận động | Pennypit Park, Prestonpans |

| Rothes | 1 – 4 | Buckie Thistle |  |

| Shortreed 45' |                         | Charlesworth 58' · Low 71' · Shewan 89' | \| Ngày \| 27 tháng 9 năm 2008 \| \| Giờ thi đấu \| 15:00 \| \| Sân vận động \| Mackessack Park, Rothes \| |
| Ngày          | 27 tháng 9 năm 2008     |                                         | |
| Giờ thi đấu   | 15:00                   |                                         | |
| Sân vận động  | Mackessack Park, Rothes |                                         | |

| Ngày         | 27 tháng 9 năm 2008     |
| Giờ thi đấu  | 15:00                   |
| Sân vận động | Mackessack Park, Rothes |

| Selkirk | 1 – 1 | Coldstream |  |

| Stephen 90' (ph.đ.) |                      | Bolton 85' | \| Ngày \| 27 tháng 9 năm 2008 \| \| Giờ thi đấu \| 15:00 \| \| Sân vận động \| Yarrow Park, Selkirk \| |
| Ngày                | 27 tháng 9 năm 2008  |            | |
| Giờ thi đấu         | 15:00                |            | |
| Sân vận động        | Yarrow Park, Selkirk |            | |

| Ngày         | 27 tháng 9 năm 2008  |
| Giờ thi đấu  | 15:00                |
| Sân vận động | Yarrow Park, Selkirk |

| St Cuthbert Wanderers | 0 – 3 | Wick Academy |  |

|              |                                | Weir 23' 48' 89' | \| Chi tiết \| Chi tiết \| \| Ngày \| 27 tháng 9 năm 2008 \| \| Giờ thi đấu \| 15:00 \| \| Sân vận động \| St. Mary's Park, Kirkcudbright \| |
| Chi tiết     | Chi tiết                       |                  | |
| Ngày         | 27 tháng 9 năm 2008            |                  | |
| Giờ thi đấu  | 15:00                          |                  | |
| Sân vận động | St. Mary's Park, Kirkcudbright |                  | |

| Chi tiết     | Chi tiết                       |
| Ngày         | 27 tháng 9 năm 2008            |
| Giờ thi đấu  | 15:00                          |
| Sân vận động | St. Mary's Park, Kirkcudbright |

| Wigtown & Bladnoch | 2 – 2 | Forres Mechanics |  |

| McClymont 43' · White 57' |                            | Sharp 11' · Allan 86' (ph.đ.) | \| Ngày \| 27 tháng 9 năm 2008 \| \| Giờ thi đấu \| 15:00 \| \| Sân vận động \| Trammondford Park, Wigtown \| |
| Ngày                      | 27 tháng 9 năm 2008        |                               | |
| Giờ thi đấu               | 15:00                      |                               | |
| Sân vận động              | Trammondford Park, Wigtown |                               | |

| Ngày         | 27 tháng 9 năm 2008        |
| Giờ thi đấu  | 15:00                      |
| Sân vận động | Trammondford Park, Wigtown |

Nguồn: ESPN Soccernet
a.e.t. = sau hiệp phụ; agg. = tổng tỉ số; pen. = quyết định bằng luân lưu.

### Đấu lại
| Brora Rangers | 2 – 1 (a.e.t.) | Newton Stewart |  |

| Inglis 24' · ? ?' |                     | McColm 48' | \| Ngày \| 4 tháng 10 năm 2008 \| \| Giờ thi đấu \| 15:00 \| \| Sân vận động \| Dudgeon Park, Brora \| |
| Ngày              | 4 tháng 10 năm 2008 |            | |
| Giờ thi đấu       | 15:00               |            | |
| Sân vận động      | Dudgeon Park, Brora |            | |

| Ngày         | 4 tháng 10 năm 2008 |
| Giờ thi đấu  | 15:00               |
| Sân vận động | Dudgeon Park, Brora |

| Coldstream | 2 – 2 (a.e.t.) 2 – 3 (pen.) | Selkirk |  |

|              |                       |  | \| Ngày \| 4 tháng 10 năm 2008 \| \| Giờ thi đấu \| 15:00 \| \| Sân vận động \| Home Park, Coldstream \| |
| Ngày         | 4 tháng 10 năm 2008   |  | |
| Giờ thi đấu  | 15:00                 |  | |
| Sân vận động | Home Park, Coldstream |  | |

| Ngày         | 4 tháng 10 năm 2008   |
| Giờ thi đấu  | 15:00                 |
| Sân vận động | Home Park, Coldstream |

| Forres Mechanics | 2 – 0 | Wigtown & Bladnoch |  |

|              |                     |  | \| Ngày \| 4 tháng 10 năm 2008 \| \| Giờ thi đấu \| 15:00 \| \| Sân vận động \| Mosset Park, Forres \| |
| Ngày         | 4 tháng 10 năm 2008 |  | |
| Giờ thi đấu  | 15:00               |  | |
| Sân vận động | Mosset Park, Forres |  | |

| Ngày         | 4 tháng 10 năm 2008 |
| Giờ thi đấu  | 15:00               |
| Sân vận động | Mosset Park, Forres |

| Spartans | 1 – 0 | Pollok |  |

| Walker 85'   |                      |  | \| Ngày \| 4 tháng 10 năm 2008 \| \| Giờ thi đấu \| 15:00 \| \| Sân vận động \| City Park, Edinburgh \| \| Số khán giả \| 640 \| \| Trọng tài \| G Aitken \| |
| Ngày         | 4 tháng 10 năm 2008  |  | |
| Giờ thi đấu  | 15:00                |  | |
| Sân vận động | City Park, Edinburgh |  | |
| Số khán giả  | 640                  |  | |
| Trọng tài    | G Aitken             |  | |

| Ngày         | 4 tháng 10 năm 2008  |
| Giờ thi đấu  | 15:00                |
| Sân vận động | City Park, Edinburgh |
| Số khán giả  | 640                  |
| Trọng tài    | G Aitken             |

Nguồn: ESPN Soccernet
a.e.t. = sau hiệp phụ; agg. = tổng tỉ số; pen. = quyết định bằng luân lưu.

## Vòng Hai
Lễ bốc thăm vòng Hai diễn ra tại Lochee United's Thomson Park, Dundee ngày 27 tháng 9 năm 2008.
| Berwick Rangers | 1 – 2 | Albion Rovers |  |

| Gribben 32'  |                          | Coyne 35' · Harris 71' | \| Chi tiết \| Chi tiết \| \| Ngày \| 25 tháng 10 năm 2008 \| \| Giờ thi đấu \| 15:00 \| \| Sân vận động \| Shielfield Park, Berwick \| \| Số khán giả \| 259 \| \| Trọng tài \| A Law \| |
| Chi tiết     | Chi tiết                 |                        | |
| Ngày         | 25 tháng 10 năm 2008     |                        | |
| Giờ thi đấu  | 15:00                    |                        | |
| Sân vận động | Shielfield Park, Berwick |                        | |
| Số khán giả  | 259                      |                        | |
| Trọng tài    | A Law                    |                        | |

| Chi tiết     | Chi tiết                 |
| Ngày         | 25 tháng 10 năm 2008     |
| Giờ thi đấu  | 15:00                    |
| Sân vận động | Shielfield Park, Berwick |
| Số khán giả  | 259                      |
| Trọng tài    | A Law                    |

| Brora Rangers | 1 – 3 | Forfar Athletic |  |

| MacKay 69' (ph.đ.) |                      | Gordon 17' · Dunn 52' · Campbell 76' | \| Chi tiết \| Chi tiết \| \| Ngày \| 25 tháng 10 năm 2008 \| \| Giờ thi đấu \| 15:00 \| \| Sân vận động \| Dudgeon Park, Brora \| \| Số khán giả \| 200 \| \| Trọng tài \| A Mather \| |
| Chi tiết           | Chi tiết             |                                      | |
| Ngày               | 25 tháng 10 năm 2008 |                                      | |
| Giờ thi đấu        | 15:00                |                                      | |
| Sân vận động       | Dudgeon Park, Brora  |                                      | |
| Số khán giả        | 200                  |                                      | |
| Trọng tài          | A Mather             |                                      | |

| Chi tiết     | Chi tiết             |
| Ngày         | 25 tháng 10 năm 2008 |
| Giờ thi đấu  | 15:00                |
| Sân vận động | Dudgeon Park, Brora  |
| Số khán giả  | 200                  |
| Trọng tài    | A Mather             |

| Clachnacuddin | 1 – 0 | Crichton |  |

| Ross 20'     |                              |  | \| Ngày \| 25 tháng 10 năm 2008 \| \| Giờ thi đấu \| 15:00 \| \| Sân vận động \| Grant Street Park, Inverness \| \| Số khán giả \| 120 \| \| Trọng tài \| C Allan \| |
| Ngày         | 25 tháng 10 năm 2008         |  | |
| Giờ thi đấu  | 15:00                        |  | |
| Sân vận động | Grant Street Park, Inverness |  | |
| Số khán giả  | 120                          |  | |
| Trọng tài    | C Allan                      |  | |

| Ngày         | 25 tháng 10 năm 2008         |
| Giờ thi đấu  | 15:00                        |
| Sân vận động | Grant Street Park, Inverness |
| Số khán giả  | 120                          |
| Trọng tài    | C Allan                      |

| Cove Rangers | 1 – 0 | Whitehill Welfare |  |

| Stephen 59'  |                                |  | \| Ngày \| 25 tháng 10 năm 2008 \| \| Giờ thi đấu \| 15:00 \| \| Sân vận động \| Allan Park, Cove Bay, Aberdeen \| \| Số khán giả \| 250 \| \| Trọng tài \| G Aitken \| |
| Ngày         | 25 tháng 10 năm 2008           |  | |
| Giờ thi đấu  | 15:00                          |  | |
| Sân vận động | Allan Park, Cove Bay, Aberdeen |  | |
| Số khán giả  | 250                            |  | |
| Trọng tài    | G Aitken                       |  | |

| Ngày         | 25 tháng 10 năm 2008           |
| Giờ thi đấu  | 15:00                          |
| Sân vận động | Allan Park, Cove Bay, Aberdeen |
| Số khán giả  | 250                            |
| Trọng tài    | G Aitken                       |

| Cowdenbeath | 1 – 2 | Elgin City |  |

| McQuade 50'  |                           | Kaczan 27' · Wright 71' | \| Chi tiết \| Chi tiết \| \| Ngày \| 25 tháng 10 năm 2008 \| \| Giờ thi đấu \| 15:00 \| \| Sân vận động \| Central Park, Cowdenbeath \| \| Số khán giả \| 328 \| \| Trọng tài \| C Boyle \| |
| Chi tiết     | Chi tiết                  |                         | |
| Ngày         | 25 tháng 10 năm 2008      |                         | |
| Giờ thi đấu  | 15:00                     |                         | |
| Sân vận động | Central Park, Cowdenbeath |                         | |
| Số khán giả  | 328                       |                         | |
| Trọng tài    | C Boyle                   |                         | |

| Chi tiết     | Chi tiết                  |
| Ngày         | 25 tháng 10 năm 2008      |
| Giờ thi đấu  | 15:00                     |
| Sân vận động | Central Park, Cowdenbeath |
| Số khán giả  | 328                       |
| Trọng tài    | C Boyle                   |

| Dalbeattie Star | 6 – 0 | Selkirk |  |

| Milligan 19' 69' 79' · Redpath 31' · Harkness 89' |                               |  | \| Ngày \| TBC \| \| Giờ thi đấu \| TBC \| \| Sân vận động \| Islecroft Stadium, Dalbeattie \| |
| Ngày                                              | TBC                           |  |                                                                                                |
| Giờ thi đấu                                       | TBC                           |  |                                                                                                |
| Sân vận động                                      | Islecroft Stadium, Dalbeattie |  |                                                                                                |

| Ngày         | TBC                           |
| Giờ thi đấu  | TBC                           |
| Sân vận động | Islecroft Stadium, Dalbeattie |

| Edinburgh City | 0 – 0 | Wick Academy |  |

|              |                               |  | \| Ngày \| 25 tháng 10 năm 2008 \| \| Giờ thi đấu \| 15:00 \| \| Sân vận động \| Meadowbank Stadium, Edinburgh \| |
| Ngày         | 25 tháng 10 năm 2008          |  | |
| Giờ thi đấu  | 15:00                         |  | |
| Sân vận động | Meadowbank Stadium, Edinburgh |  | |

| Ngày         | 25 tháng 10 năm 2008          |
| Giờ thi đấu  | 15:00                         |
| Sân vận động | Meadowbank Stadium, Edinburgh |

| Forres Mechanics | 1 – 1 | Keith |  |

| Collins 40'  |                      | Lennox 69' | \| Ngày \| 25 tháng 10 năm 2008 \| \| Giờ thi đấu \| 15:00 \| \| Sân vận động \| Mosset Park, Forres \| \| Số khán giả \| 233 \| \| Trọng tài \| J Beaton \| |
| Ngày         | 25 tháng 10 năm 2008 |            | |
| Giờ thi đấu  | 15:00                |            | |
| Sân vận động | Mosset Park, Forres  |            | |
| Số khán giả  | 233                  |            | |
| Trọng tài    | J Beaton             |            | |

| Ngày         | 25 tháng 10 năm 2008 |
| Giờ thi đấu  | 15:00                |
| Sân vận động | Mosset Park, Forres  |
| Số khán giả  | 233                  |
| Trọng tài    | J Beaton             |

| Fraserburgh | 0 – 1 | Dumbarton |  |

|              |                            | Chisholm 54' | \| Chi tiết \| Chi tiết \| \| Ngày \| 25 tháng 10 năm 2008 \| \| Giờ thi đấu \| 15:00 \| \| Sân vận động \| Bellslea Park, Fraserburgh \| \| Số khán giả \| 517 \| \| Trọng tài \| B Colvin \| |
| Chi tiết     | Chi tiết                   |              | |
| Ngày         | 25 tháng 10 năm 2008       |              | |
| Giờ thi đấu  | 15:00                      |              | |
| Sân vận động | Bellslea Park, Fraserburgh |              | |
| Số khán giả  | 517                        |              | |
| Trọng tài    | B Colvin                   |              | |

| Chi tiết     | Chi tiết                   |
| Ngày         | 25 tháng 10 năm 2008       |
| Giờ thi đấu  | 15:00                      |
| Sân vận động | Bellslea Park, Fraserburgh |
| Số khán giả  | 517                        |
| Trọng tài    | B Colvin                   |

| Inverurie Loco Works | 5 – 1 | Banks O' Dee |  |

| Forbes 2' (l.n.) · 23' · Ross 46' |                        | Taylor 77' · D Milne 81' 83' | \| Ngày \| 25 tháng 10 năm 2008 \| \| Giờ thi đấu \| 15:00 \| \| Sân vận động \| Harlaw Park, Inverurie \| |
| Ngày                              | 25 tháng 10 năm 2008   |                              | |
| Giờ thi đấu                       | 15:00                  |                              | |
| Sân vận động                      | Harlaw Park, Inverurie |                              | |

| Ngày         | 25 tháng 10 năm 2008   |
| Giờ thi đấu  | 15:00                  |
| Sân vận động | Harlaw Park, Inverurie |

| Lochee United | 3 – 0 | Buckie Thistle |  |

| Robertson 32' 55' · Middleton 55' |                      |  | \| Ngày \| 25 tháng 10 năm 2008 \| \| Giờ thi đấu \| 14:30 \| \| Sân vận động \| Thomson Park, Dundee \| \| Số khán giả \| 202 \| \| Trọng tài \| D Roche \| |
| Ngày                              | 25 tháng 10 năm 2008 |  | |
| Giờ thi đấu                       | 14:30                |  | |
| Sân vận động                      | Thomson Park, Dundee |  | |
| Số khán giả                       | 202                  |  | |
| Trọng tài                         | D Roche              |  | |

| Ngày         | 25 tháng 10 năm 2008 |
| Giờ thi đấu  | 14:30                |
| Sân vận động | Thomson Park, Dundee |
| Số khán giả  | 202                  |
| Trọng tài    | D Roche              |

| Montrose | 2 – 0 | Huntly |  |

| Davidson 13' · Smith 67' |                      |  | \| Chi tiết \| Chi tiết \| \| Ngày \| 25 tháng 10 năm 2008 \| \| Giờ thi đấu \| 15:00 \| \| Sân vận động \| Links Park, Montrose \| \| Số khán giả \| 523 \| \| Trọng tài \| M Northcoth \| |
| Chi tiết                 | Chi tiết             |  | |
| Ngày                     | 25 tháng 10 năm 2008 |  | |
| Giờ thi đấu              | 15:00                |  | |
| Sân vận động             | Links Park, Montrose |  | |
| Số khán giả              | 523                  |  | |
| Trọng tài                | M Northcoth          |  | |

| Chi tiết     | Chi tiết             |
| Ngày         | 25 tháng 10 năm 2008 |
| Giờ thi đấu  | 15:00                |
| Sân vận động | Links Park, Montrose |
| Số khán giả  | 523                  |
| Trọng tài    | M Northcoth          |

| Stenhousemuir | 5 – 0 | Threave Rovers |  |

| Thom 32' · Motion 53' · Shirra 67' 90' · Thomson 73' |                               |  | \| Chi tiết \| Chi tiết \| \| Ngày \| 25 tháng 10 năm 2008 \| \| Giờ thi đấu \| 15:00 \| \| Sân vận động \| Ochilview Park, Stenhousemuir \| \| Số khán giả \| 247 \| \| Trọng tài \| G Salmond \| |
| Chi tiết                                             | Chi tiết                      |  | |
| Ngày                                                 | 25 tháng 10 năm 2008          |  | |
| Giờ thi đấu                                          | 15:00                         |  | |
| Sân vận động                                         | Ochilview Park, Stenhousemuir |  | |
| Số khán giả                                          | 247                           |  | |
| Trọng tài                                            | G Salmond                     |  | |

| Chi tiết     | Chi tiết                      |
| Ngày         | 25 tháng 10 năm 2008          |
| Giờ thi đấu  | 15:00                         |
| Sân vận động | Ochilview Park, Stenhousemuir |
| Số khán giả  | 247                           |
| Trọng tài    | G Salmond                     |

| East Stirlingshire | 4 – 2 | Preston Athletic |  |

| Rodgers 25' (ph.đ.) · Graham 72' · Cramb 84' · Anderson 90' |                               | Miller 14' · MacAuley 48' (ph.đ.) | \| Chi tiết \| Chi tiết \| \| Ngày \| 26 tháng 10 năm 2008 \| \| Giờ thi đấu \| 15:00 \| \| Sân vận động \| Ochilview Park, Stenhousemuir \| \| Số khán giả \| 382 \| \| Trọng tài \| B Madden \| |
| Chi tiết                                                    | Chi tiết                      |                                   | |
| Ngày                                                        | 26 tháng 10 năm 2008          |                                   | |
| Giờ thi đấu                                                 | 15:00                         |                                   | |
| Sân vận động                                                | Ochilview Park, Stenhousemuir |                                   | |
| Số khán giả                                                 | 382                           |                                   | |
| Trọng tài                                                   | B Madden                      |                                   | |

| Chi tiết     | Chi tiết                      |
| Ngày         | 26 tháng 10 năm 2008          |
| Giờ thi đấu  | 15:00                         |
| Sân vận động | Ochilview Park, Stenhousemuir |
| Số khán giả  | 382                           |
| Trọng tài    | B Madden                      |

| Annan Athletic | 1 – 2 | Spartans |  |

| Neilson 10'  |                     | Malin 48' · Archibald 50' | \| Chi tiết \| Chi tiết \| \| Ngày \| 1 tháng 11 năm 2008 \| \| Giờ thi đấu \| 15:00 \| \| Sân vận động \| Galabank, Annan \| \| Số khán giả \| 652 \| \| Trọng tài \| S Nicholls \| |
| Chi tiết     | Chi tiết            |                           | |
| Ngày         | 1 tháng 11 năm 2008 |                           | |
| Giờ thi đấu  | 15:00               |                           | |
| Sân vận động | Galabank, Annan     |                           | |
| Số khán giả  | 652                 |                           | |
| Trọng tài    | S Nicholls          |                           | |

| Chi tiết     | Chi tiết            |
| Ngày         | 1 tháng 11 năm 2008 |
| Giờ thi đấu  | 15:00               |
| Sân vận động | Galabank, Annan     |
| Số khán giả  | 652                 |
| Trọng tài    | S Nicholls          |

| Civil Service Strollers | 0 – 1 | Vale of Leithen |  |

|              |                                                                           | Summerville 77' | \| Ngày \| 1 tháng 11 năm 2008 \| \| Giờ thi đấu \| 15:00 \| \| Sân vận động \| The Edinburgh Area Civil Service Sports Association, Muirhouse, Edinburgh \| \| Trọng tài \| B Cooke \| |
| Ngày         | 1 tháng 11 năm 2008                                                       |                 | |
| Giờ thi đấu  | 15:00                                                                     |                 | |
| Sân vận động | The Edinburgh Area Civil Service Sports Association, Muirhouse, Edinburgh |                 | |
| Trọng tài    | B Cooke                                                                   |                 | |

| Ngày         | 1 tháng 11 năm 2008                                                       |
| Giờ thi đấu  | 15:00                                                                     |
| Sân vận động | The Edinburgh Area Civil Service Sports Association, Muirhouse, Edinburgh |
| Trọng tài    | B Cooke                                                                   |

Nguồn: ESPN Soccernet: , , 
a.e.t. = sau hiệp phụ; agg. = tổng tỉ số; pen. = quyết định bằng luân lưu.

### Đấu lại
| Keith | 1 – 1 (a.e.t.) 0 – 3 (pen.) | Forres Mechanics |  |

| Wood 65'     |                     | Penwright 66' | \| Ngày \| 1 tháng 11 năm 2008 \| \| Giờ thi đấu \| 15:00 \| \| Sân vận động \| Kynoch Park, Keith \| \| Số khán giả \| 325 \| |
| Ngày         | 1 tháng 11 năm 2008 |               | |
| Giờ thi đấu  | 15:00               |               | |
| Sân vận động | Kynoch Park, Keith  |               | |
| Số khán giả  | 325                 |               | |

| Ngày         | 1 tháng 11 năm 2008 |
| Giờ thi đấu  | 15:00               |
| Sân vận động | Kynoch Park, Keith  |
| Số khán giả  | 325                 |

| Wick Academy | 1 – 4 | Edinburgh City |  |

| Weir 45'    |                     | Ross 19' 51' 57' · Hall 90' | \| Ngày \| 1 tháng 11 năm 2008 \| \| Giờ thi đấu \| 15:00 \| \| Trọng tài \| B Madden \| |
| Ngày        | 1 tháng 11 năm 2008 |                             |                                                                                          |
| Giờ thi đấu | 15:00               |                             |                                                                                          |
| Trọng tài   | B Madden            |                             |                                                                                          |

| Ngày        | 1 tháng 11 năm 2008 |
| Giờ thi đấu | 15:00               |
| Trọng tài   | B Madden            |

Nguồn: ESPN Soccernet
a.e.t. = sau hiệp phụ; agg. = tổng tỉ số; pen. = quyết định bằng luân lưu.

## Vòng Ba
Lễ bốc thăm vòng Ba diễn ra vào ngày 27 tháng 10 năm 2008. Có 6 trận đấu bị hoãn vì sân bị đóng băng. Các trận này được dời lại vào thứ Bảy kế tiếp. Tuy nhiên, chỉ có 2 trận đấu diễn ra vào ngày đó, Elgin City v Spartans và Forres Mechanics v Dalbeattie Star. Các trận đấu khác tiếp tục bị hoãn do thời tiết xấu. Trận đấu Edinburgh City v Brechin City diễn ra ngày 8 tháng 12 năm 2008 và Inverurie Loco Works v Vale of Leithen diễn ra ngày 13 tháng 12 năm 2008. Trận đấu Lochee United v Ayr United diễn ra vào ngày thứ Ba, 23 tháng 12 năm 2008.
Ngày 11 tháng 12 năm 2008, trận đấu giữa Elgin City và Spartans buộc phải đấu lại sau khi Elgin đưa vào sân Joe Malin, một cầu thủ cho mượn từ Ross County, trong trận thắng 2–1. Malin không được đăng ký trong trận ban đầu, nhưng đã thi đấu ở trận đấu lại. Trận đấu được diễn ra ngày 15 tháng Mười Hai. Sau đó phát hiện rằng Spartans cũng đưa vào sân cầu thủ không hợp lệ, Dean Hoskins, sau một lỗi hành chính.
| Airdrie United | 3 – 0 | Cove Rangers |  |

| Cardle 20' · Lynch 38' 41' |                            |  | \| Chi tiết \| Chi tiết \| \| Ngày \| 29 tháng 11 năm 2008 \| \| Giờ thi đấu \| 15:00 \| \| Sân vận động \| Excelsior Stadium, Airdrie \| \| Số khán giả \| 821 \| \| Trọng tài \| G Salmond \| |
| Chi tiết                   | Chi tiết                   |  | |
| Ngày                       | 29 tháng 11 năm 2008       |  | |
| Giờ thi đấu                | 15:00                      |  | |
| Sân vận động               | Excelsior Stadium, Airdrie |  | |
| Số khán giả                | 821                        |  | |
| Trọng tài                  | G Salmond                  |  | |

| Chi tiết     | Chi tiết                   |
| Ngày         | 29 tháng 11 năm 2008       |
| Giờ thi đấu  | 15:00                      |
| Sân vận động | Excelsior Stadium, Airdrie |
| Số khán giả  | 821                        |
| Trọng tài    | G Salmond                  |

| Albion Rovers | 1 – 2 | Queen's Park |  |

| Barr 63'     |                         | Watt 11' · Cairney 52' (ph.đ.) | \| Chi tiết \| Chi tiết \| \| Ngày \| 29 tháng 11 năm 2008 \| \| Giờ thi đấu \| 15:00 \| \| Sân vận động \| Cliftonhill, Coatbridge \| \| Số khán giả \| 619 \| \| Trọng tài \| T Robertson \| |
| Chi tiết     | Chi tiết                |                                | |
| Ngày         | 29 tháng 11 năm 2008    |                                | |
| Giờ thi đấu  | 15:00                   |                                | |
| Sân vận động | Cliftonhill, Coatbridge |                                | |
| Số khán giả  | 619                     |                                | |
| Trọng tài    | T Robertson             |                                | |

| Chi tiết     | Chi tiết                |
| Ngày         | 29 tháng 11 năm 2008    |
| Giờ thi đấu  | 15:00                   |
| Sân vận động | Cliftonhill, Coatbridge |
| Số khán giả  | 619                     |
| Trọng tài    | T Robertson             |

| Clachnacuddin | 0 – 5 | Stenhousemuir |  |

|              |                              | Dalziel 13' 28' · Desmond 53' · Dalziel 78' · Hampshire 90' | \| Chi tiết \| Chi tiết \| \| Ngày \| 29 tháng 11 năm 2008 \| \| Giờ thi đấu \| 15:00 \| \| Sân vận động \| Grant Street Park, Inverness \| \| Số khán giả \| 350 \| \| Trọng tài \| G Hilland \| |
| Chi tiết     | Chi tiết                     |                                                             | |
| Ngày         | 29 tháng 11 năm 2008         |                                                             | |
| Giờ thi đấu  | 15:00                        |                                                             | |
| Sân vận động | Grant Street Park, Inverness |                                                             | |
| Số khán giả  | 350                          |                                                             | |
| Trọng tài    | G Hilland                    |                                                             | |

| Chi tiết     | Chi tiết                     |
| Ngày         | 29 tháng 11 năm 2008         |
| Giờ thi đấu  | 15:00                        |
| Sân vận động | Grant Street Park, Inverness |
| Số khán giả  | 350                          |
| Trọng tài    | G Hilland                    |

| Clyde | 2 – 0 | Montrose |  |

| McKay 38' · Clarke 87' (ph.đ.) |                                |  | \| Chi tiết \| Chi tiết \| \| Ngày \| 29 tháng 11 năm 2008 \| \| Giờ thi đấu \| 15:00 \| \| Sân vận động \| Broadwood Stadium, Cumbernauld \| \| Số khán giả \| 677 \| \| Trọng tài \| S McLean \| |
| Chi tiết                       | Chi tiết                       |  | |
| Ngày                           | 29 tháng 11 năm 2008           |  | |
| Giờ thi đấu                    | 15:00                          |  | |
| Sân vận động                   | Broadwood Stadium, Cumbernauld |  | |
| Số khán giả                    | 677                            |  | |
| Trọng tài                      | S McLean                       |  | |

| Chi tiết     | Chi tiết                       |
| Ngày         | 29 tháng 11 năm 2008           |
| Giờ thi đấu  | 15:00                          |
| Sân vận động | Broadwood Stadium, Cumbernauld |
| Số khán giả  | 677                            |
| Trọng tài    | S McLean                       |

| East Fife | 2 – 0 | Arbroath |  |

| Crawford 70' · O'Reilly 90' |                         |  | \| Chi tiết \| Chi tiết \| \| Ngày \| 29 tháng 11 năm 2008 \| \| Giờ thi đấu \| 15:00 \| \| Sân vận động \| Bayview Stadium, Methil \| \| Số khán giả \| 729 \| \| Trọng tài \| A Law \| |
| Chi tiết                    | Chi tiết                |  | |
| Ngày                        | 29 tháng 11 năm 2008    |  | |
| Giờ thi đấu                 | 15:00                   |  | |
| Sân vận động                | Bayview Stadium, Methil |  | |
| Số khán giả                 | 729                     |  | |
| Trọng tài                   | A Law                   |  | |

| Chi tiết     | Chi tiết                |
| Ngày         | 29 tháng 11 năm 2008    |
| Giờ thi đấu  | 15:00                   |
| Sân vận động | Bayview Stadium, Methil |
| Số khán giả  | 729                     |
| Trọng tài    | A Law                   |

| East Stirlingshire | 2 – 1 | Livingston |  |

| Forrest 9' · Graham 55' |                               | Fox 39' | \| Chi tiết \| Chi tiết \| \| Ngày \| 29 tháng 11 năm 2008 \| \| Giờ thi đấu \| 15:00 \| \| Sân vận động \| Ochilview Park, Stenhousemuir \| \| Số khán giả \| 563 \| \| Trọng tài \| C Charleston \| |
| Chi tiết                | Chi tiết                      |         | |
| Ngày                    | 29 tháng 11 năm 2008          |         | |
| Giờ thi đấu             | 15:00                         |         | |
| Sân vận động            | Ochilview Park, Stenhousemuir |         | |
| Số khán giả             | 563                           |         | |
| Trọng tài               | C Charleston                  |         | |

| Chi tiết     | Chi tiết                      |
| Ngày         | 29 tháng 11 năm 2008          |
| Giờ thi đấu  | 15:00                         |
| Sân vận động | Ochilview Park, Stenhousemuir |
| Số khán giả  | 563                           |
| Trọng tài    | C Charleston                  |

| Peterhead | 2 – 1 | Greenock Morton |  |

| Ross 74' · Bavidge 90' |                      | Greacen ?' | \| Chi tiết \| Chi tiết \| \| Ngày \| 29 tháng 11 năm 2008 \| \| Giờ thi đấu \| 15:00 \| \| Sân vận động \| Balmoor, Peterhead \| \| Số khán giả \| 817 \| \| Trọng tài \| S MacDonald \| |
| Chi tiết               | Chi tiết             |            | |
| Ngày                   | 29 tháng 11 năm 2008 |            | |
| Giờ thi đấu            | 15:00                |            | |
| Sân vận động           | Balmoor, Peterhead   |            | |
| Số khán giả            | 817                  |            | |
| Trọng tài              | S MacDonald          |            | |

| Chi tiết     | Chi tiết             |
| Ngày         | 29 tháng 11 năm 2008 |
| Giờ thi đấu  | 15:00                |
| Sân vận động | Balmoor, Peterhead   |
| Số khán giả  | 817                  |
| Trọng tài    | S MacDonald          |

| Raith Rovers | 0 – 0 | Alloa Athletic |  |

|              |                         |  | \| Chi tiết \| Chi tiết \| \| Ngày \| 29 tháng 11 năm 2008 \| \| Giờ thi đấu \| 15:00 \| \| Sân vận động \| Stark's Park, Kirkcaldy \| \| Số khán giả \| 1,493 \| \| Trọng tài \| W Collum \| |
| Chi tiết     | Chi tiết                |  | |
| Ngày         | 29 tháng 11 năm 2008    |  | |
| Giờ thi đấu  | 15:00                   |  | |
| Sân vận động | Stark's Park, Kirkcaldy |  | |
| Số khán giả  | 1,493                   |  | |
| Trọng tài    | W Collum                |  | |

| Chi tiết     | Chi tiết                |
| Ngày         | 29 tháng 11 năm 2008    |
| Giờ thi đấu  | 15:00                   |
| Sân vận động | Stark's Park, Kirkcaldy |
| Số khán giả  | 1,493                   |
| Trọng tài    | W Collum                |

| Ross County | 2 – 2 | Dumbarton |  |

| Higgins 23' 57' |                         | Carcary 80' 83' | \| Chi tiết \| Chi tiết \| \| Ngày \| 29 tháng 11 năm 2008 \| \| Giờ thi đấu \| 15:00 \| \| Sân vận động \| Victoria Park, Dingwall \| \| Số khán giả \| 1,200 \| \| Trọng tài \| S O'Reily \| |
| Chi tiết        | Chi tiết                |                 | |
| Ngày            | 29 tháng 11 năm 2008    |                 | |
| Giờ thi đấu     | 15:00                   |                 | |
| Sân vận động    | Victoria Park, Dingwall |                 | |
| Số khán giả     | 1,200                   |                 | |
| Trọng tài       | S O'Reily               |                 | |

| Chi tiết     | Chi tiết                |
| Ngày         | 29 tháng 11 năm 2008    |
| Giờ thi đấu  | 15:00                   |
| Sân vận động | Victoria Park, Dingwall |
| Số khán giả  | 1,200                   |
| Trọng tài    | S O'Reily               |

| Stirling Albion | 2 – 3 | Partick Thistle |  |

| Molloy 55' · Murphy 89' |                             | Chaplain 28' · Harkins 33' (ph.đ.) · Buchanan 83' | \| Chi tiết \| Chi tiết \| \| Ngày \| 29 tháng 11 năm 2008 \| \| Giờ thi đấu \| 15:00 \| \| Sân vận động \| Forthbank Stadium, Stirling \| \| Số khán giả \| 1,472 \| \| Trọng tài \| C Richmond \| |
| Chi tiết                | Chi tiết                    |                                                   | |
| Ngày                    | 29 tháng 11 năm 2008        |                                                   | |
| Giờ thi đấu             | 15:00                       |                                                   | |
| Sân vận động            | Forthbank Stadium, Stirling |                                                   | |
| Số khán giả             | 1,472                       |                                                   | |
| Trọng tài               | C Richmond                  |                                                   | |

| Chi tiết     | Chi tiết                    |
| Ngày         | 29 tháng 11 năm 2008        |
| Giờ thi đấu  | 15:00                       |
| Sân vận động | Forthbank Stadium, Stirling |
| Số khán giả  | 1,472                       |
| Trọng tài    | C Richmond                  |

| Forres Mechanics | 2 – 2 | Dalbeattie Star |  |

| Sharpe 30' · Collins 77' |                     | Steel 85' · Sloan 89' (ph.đ.) | \| Chi tiết \| Chi tiết \| \| Ngày \| 6 tháng 12 năm 2008 \| \| Giờ thi đấu \| 15:00 \| \| Sân vận động \| Mosset Park, Forres \| \| Số khán giả \| 378 \| \| Trọng tài \| N Watters \| |
| Chi tiết                 | Chi tiết            |                               | |
| Ngày                     | 6 tháng 12 năm 2008 |                               | |
| Giờ thi đấu              | 15:00               |                               | |
| Sân vận động             | Mosset Park, Forres |                               | |
| Số khán giả              | 378                 |                               | |
| Trọng tài                | N Watters           |                               | |

| Chi tiết     | Chi tiết            |
| Ngày         | 6 tháng 12 năm 2008 |
| Giờ thi đấu  | 15:00               |
| Sân vận động | Mosset Park, Forres |
| Số khán giả  | 378                 |
| Trọng tài    | N Watters           |

| Edinburgh City | 0 – 3 | Brechin City |  |

|              |                               | Diack 5' 16' 43' (ph.đ.) | \| Chi tiết \| Chi tiết \| \| Ngày \| 8 tháng 12 năm 2008 \| \| Giờ thi đấu \| 19:45 \| \| Sân vận động \| Meadowbank Stadium, Edinburgh \| \| Số khán giả \| 333 \| \| Trọng tài \| M Northcroft \| |
| Chi tiết     | Chi tiết                      |                          | |
| Ngày         | 8 tháng 12 năm 2008           |                          | |
| Giờ thi đấu  | 19:45                         |                          | |
| Sân vận động | Meadowbank Stadium, Edinburgh |                          | |
| Số khán giả  | 333                           |                          | |
| Trọng tài    | M Northcroft                  |                          | |

| Chi tiết     | Chi tiết                      |
| Ngày         | 8 tháng 12 năm 2008           |
| Giờ thi đấu  | 19:45                         |
| Sân vận động | Meadowbank Stadium, Edinburgh |
| Số khán giả  | 333                           |
| Trọng tài    | M Northcroft                  |

| Inverurie Loco Works | 4 – 0 | Vale of Leithen |  |

| Tan 1' · Milne 22' · Smith 55' 62' |                        |  | \| Chi tiết \| Chi tiết \| \| Ngày \| 13 tháng 12 năm 2008 \| \| Giờ thi đấu \| 15:00 \| \| Sân vận động \| Harlaw Park, Inverurie \| \| Số khán giả \| 608 \| \| Trọng tài \| B Madden \| |
| Chi tiết                           | Chi tiết               |  | |
| Ngày                               | 13 tháng 12 năm 2008   |  | |
| Giờ thi đấu                        | 15:00                  |  | |
| Sân vận động                       | Harlaw Park, Inverurie |  | |
| Số khán giả                        | 608                    |  | |
| Trọng tài                          | B Madden               |  | |

| Chi tiết     | Chi tiết               |
| Ngày         | 13 tháng 12 năm 2008   |
| Giờ thi đấu  | 15:00                  |
| Sân vận động | Harlaw Park, Inverurie |
| Số khán giả  | 608                    |
| Trọng tài    | B Madden               |

| Elgin City | 1 – 2 | Spartans |  |

| MacKay 5' (ph.đ.) · Nicolson 90' |                       | Kader 36' · Malin 72' | \| Chi tiết \| Chi tiết \| \| Ngày \| 15 tháng 12 năm 2008 \| \| Giờ thi đấu \| 19:45 \| \| Sân vận động \| Borough Briggs, Elgin \| \| Số khán giả \| 551 \| \| Trọng tài \| C Brown \| |
| Chi tiết                         | Chi tiết              |                       | |
| Ngày                             | 15 tháng 12 năm 2008  |                       | |
| Giờ thi đấu                      | 19:45                 |                       | |
| Sân vận động                     | Borough Briggs, Elgin |                       | |
| Số khán giả                      | 551                   |                       | |
| Trọng tài                        | C Brown               |                       | |

| Chi tiết     | Chi tiết              |
| Ngày         | 15 tháng 12 năm 2008  |
| Giờ thi đấu  | 19:45                 |
| Sân vận động | Borough Briggs, Elgin |
| Số khán giả  | 551                   |
| Trọng tài    | C Brown               |

| Forfar Athletic | 2 – 0 | Stranraer |  |

| Gibson 83' · Kilgannon 90' |                      | Dobbins 50' · McKinstry 70' | \| Chi tiết \| Chi tiết \| \| Ngày \| 15 tháng 12 năm 2008 \| \| Giờ thi đấu \| 19:45 \| \| Sân vận động \| Station Park, Forfar \| \| Số khán giả \| 305 \| \| Trọng tài \| S Nicholson \| |
| Chi tiết                   | Chi tiết             |                             | |
| Ngày                       | 15 tháng 12 năm 2008 |                             | |
| Giờ thi đấu                | 19:45                |                             | |
| Sân vận động               | Station Park, Forfar |                             | |
| Số khán giả                | 305                  |                             | |
| Trọng tài                  | S Nicholson          |                             | |

| Chi tiết     | Chi tiết             |
| Ngày         | 15 tháng 12 năm 2008 |
| Giờ thi đấu  | 19:45                |
| Sân vận động | Station Park, Forfar |
| Số khán giả  | 305                  |
| Trọng tài    | S Nicholson          |

| Lochee United | 1 – 1 | Ayr United |  |

| Hagan 86'    |                      | Williams 60' | \| Chi tiết \| Chi tiết \| \| Ngày \| 17 tháng 12 năm 2008 \| \| Giờ thi đấu \| 13:30 \| \| Sân vận động \| Thomson Park, Dundee \| \| Số khán giả \| 1,223 \| \| Trọng tài \| B Corcoran \| |
| Chi tiết     | Chi tiết             |              | |
| Ngày         | 17 tháng 12 năm 2008 |              | |
| Giờ thi đấu  | 13:30                |              | |
| Sân vận động | Thomson Park, Dundee |              | |
| Số khán giả  | 1,223                |              | |
| Trọng tài    | B Corcoran           |              | |

| Chi tiết     | Chi tiết             |
| Ngày         | 17 tháng 12 năm 2008 |
| Giờ thi đấu  | 13:30                |
| Sân vận động | Thomson Park, Dundee |
| Số khán giả  | 1,223                |
| Trọng tài    | B Corcoran           |

Nguồn: ESPN Soccernet:, , , 
a.e.t. = sau hiệp phụ; agg. = tổng tỉ số; pen. = quyết định bằng luân lưu.

### Đấu lại
| Alloa Athletic | 2 – 1 | Raith Rovers |  |

| Ferguson 79' 82' |                        | Wales 56' | \| Chi tiết \| Chi tiết \| \| Ngày \| 9 tháng 12 năm 2008 \| \| Giờ thi đấu \| 19:45 \| \| Sân vận động \| Recreation Park, Alloa \| \| Số khán giả \| 860 \| \| Trọng tài \| W Collum \| |
| Chi tiết         | Chi tiết               |           | |
| Ngày             | 9 tháng 12 năm 2008    |           | |
| Giờ thi đấu      | 19:45                  |           | |
| Sân vận động     | Recreation Park, Alloa |           | |
| Số khán giả      | 860                    |           | |
| Trọng tài        | W Collum               |           | |

| Chi tiết     | Chi tiết               |
| Ngày         | 9 tháng 12 năm 2008    |
| Giờ thi đấu  | 19:45                  |
| Sân vận động | Recreation Park, Alloa |
| Số khán giả  | 860                    |
| Trọng tài    | W Collum               |

| Dalbeattie Star | 2 – 4 (a.e.t.) | Forres Mechanics |  |

| MacBeth 22' · Redpath 94' |                               | Allan 66' (ph.đ.) · Green 92' 101' · Whyte 112' | \| Chi tiết \| Chi tiết \| \| Ngày \| 15 tháng 12 năm 2008 \| \| Giờ thi đấu \| 13:00 \| \| Sân vận động \| Islecroft Stadium, Dalbeattie \| \| Số khán giả \| 378 \| \| Trọng tài \| I Brines \| |
| Chi tiết                  | Chi tiết                      |                                                 | |
| Ngày                      | 15 tháng 12 năm 2008          |                                                 | |
| Giờ thi đấu               | 13:00                         |                                                 | |
| Sân vận động              | Islecroft Stadium, Dalbeattie |                                                 | |
| Số khán giả               | 378                           |                                                 | |
| Trọng tài                 | I Brines                      |                                                 | |

| Chi tiết     | Chi tiết                      |
| Ngày         | 15 tháng 12 năm 2008          |
| Giờ thi đấu  | 13:00                         |
| Sân vận động | Islecroft Stadium, Dalbeattie |
| Số khán giả  | 378                           |
| Trọng tài    | I Brines                      |

| Dumbarton | 1 – 2 | Ross County |  |

| Gordon 46'   |                                      | Brittain 24' (ph.đ.) · Hart 37' | \| Chi tiết \| Chi tiết \| \| Ngày \| 15 tháng 12 năm 2008 \| \| Giờ thi đấu \| 19:45 \| \| Sân vận động \| Strathclyde Homes Stadium, Dumbarton \| \| Số khán giả \| 557 \| \| Trọng tài \| S O'Reilly \| |
| Chi tiết     | Chi tiết                             |                                 | |
| Ngày         | 15 tháng 12 năm 2008                 |                                 | |
| Giờ thi đấu  | 19:45                                |                                 | |
| Sân vận động | Strathclyde Homes Stadium, Dumbarton |                                 | |
| Số khán giả  | 557                                  |                                 | |
| Trọng tài    | S O'Reilly                           |                                 | |

| Chi tiết     | Chi tiết                             |
| Ngày         | 15 tháng 12 năm 2008                 |
| Giờ thi đấu  | 19:45                                |
| Sân vận động | Strathclyde Homes Stadium, Dumbarton |
| Số khán giả  | 557                                  |
| Trọng tài    | S O'Reilly                           |

| Ayr United | 3 – 1 | Lochee United |  |

| McGowan 36' · Gormley 53' · Prunty 58' |                      | Blackwood 76' · Cargill | \| Chi tiết \| Chi tiết \| \| Ngày \| 23 tháng 12 năm 2008 \| \| Giờ thi đấu \| 19:45 \| \| Sân vận động \| Somerset Park, Ayr \| \| Số khán giả \| 2,049 \| \| Trọng tài \| C Colvin \| |
| Chi tiết                               | Chi tiết             |                         | |
| Ngày                                   | 23 tháng 12 năm 2008 |                         | |
| Giờ thi đấu                            | 19:45                |                         | |
| Sân vận động                           | Somerset Park, Ayr   |                         | |
| Số khán giả                            | 2,049                |                         | |
| Trọng tài                              | C Colvin             |                         | |

| Chi tiết     | Chi tiết             |
| Ngày         | 23 tháng 12 năm 2008 |
| Giờ thi đấu  | 19:45                |
| Sân vận động | Somerset Park, Ayr   |
| Số khán giả  | 2,049                |
| Trọng tài    | C Colvin             |

Nguồn: ESPN Soccernet: , , 
a.e.t. = sau hiệp phụ; agg. = tổng tỉ số; pen. = quyết định bằng luân lưu.

## Vòng Bốn
Lễ bốc thăm vòng Bốn diễn ra vào ngày 1 tháng 12 năm 2008. Có 3 trận đấu bị hoãn do sân không đảm bảo. Trận hoãn đầu tiên, Inverurie Loco Works v Motherwell được sắp xếp đấu ngày 21 tháng Một nhưng không diễn ra (và 2 lần hoãn tiếp theo) cho đến 2 tháng Hai, trong khi Brechin City v St Mirren và Forfar Athletic v Forres Mechanics đều được thi đấu vào ngày 13 tháng Một.
| Airdrie United | 2 – 1 | Spartans |  |

| di Giacomo 26' · Lynch 43' |                            | Malin 54' | \| Chi tiết \| Chi tiết \| \| Ngày \| 10 tháng 1 năm 2009 \| \| Giờ thi đấu \| 15:00 \| \| Sân vận động \| Excelsior Stadium, Airdrie \| \| Số khán giả \| 1,460 \| \| Trọng tài \| A Muir \| |
| Chi tiết                   | Chi tiết                   |           | |
| Ngày                       | 10 tháng 1 năm 2009        |           | |
| Giờ thi đấu                | 15:00                      |           | |
| Sân vận động               | Excelsior Stadium, Airdrie |           | |
| Số khán giả                | 1,460                      |           | |
| Trọng tài                  | A Muir                     |           | |

| Chi tiết     | Chi tiết                   |
| Ngày         | 10 tháng 1 năm 2009        |
| Giờ thi đấu  | 15:00                      |
| Sân vận động | Excelsior Stadium, Airdrie |
| Số khán giả  | 1,460                      |
| Trọng tài    | A Muir                     |

| Alloa Athletic | 1 – 2 | Aberdeen |  |

| Scott 40' (ph.đ.) |                        | Miller 7' · Aluko 56' | \| Chi tiết \| Chi tiết \| \| Ngày \| 10 tháng 1 năm 2009 \| \| Giờ thi đấu \| 15:00 \| \| Sân vận động \| Recreation Park, Alloa \| \| Số khán giả \| 3,013 \| \| Trọng tài \| S Nicholls \| |
| Chi tiết          | Chi tiết               |                       | |
| Ngày              | 10 tháng 1 năm 2009    |                       | |
| Giờ thi đấu       | 15:00                  |                       | |
| Sân vận động      | Recreation Park, Alloa |                       | |
| Số khán giả       | 3,013                  |                       | |
| Trọng tài         | S Nicholls             |                       | |

| Chi tiết     | Chi tiết               |
| Ngày         | 10 tháng 1 năm 2009    |
| Giờ thi đấu  | 15:00                  |
| Sân vận động | Recreation Park, Alloa |
| Số khán giả  | 3,013                  |
| Trọng tài    | S Nicholls             |

| Ayr United | 2 – 2 | Kilmarnock |  |

| Keenan 14' · Williams 90' |                     | Pascali 9' · Bryson 54' | \| Chi tiết \| Chi tiết \| \| Ngày \| 10 tháng 1 năm 2009 \| \| Giờ thi đấu \| 15:00 \| \| Sân vận động \| Somerset Park, Ayr \| \| Số khán giả \| 9,280 \| \| Trọng tài \| S Conroy \| |
| Chi tiết                  | Chi tiết            |                         | |
| Ngày                      | 10 tháng 1 năm 2009 |                         | |
| Giờ thi đấu               | 15:00               |                         | |
| Sân vận động              | Somerset Park, Ayr  |                         | |
| Số khán giả               | 9,280               |                         | |
| Trọng tài                 | S Conroy            |                         | |

| Chi tiết     | Chi tiết            |
| Ngày         | 10 tháng 1 năm 2009 |
| Giờ thi đấu  | 15:00               |
| Sân vận động | Somerset Park, Ayr  |
| Số khán giả  | 9,280               |
| Trọng tài    | S Conroy            |

| Celtic | 2 – 1 | Dundee |  |

| Brown 37' · McGeady 44' |                      | McMenamin 14' | \| Chi tiết \| Chi tiết \| \| Ngày \| 10 tháng 1 năm 2009 \| \| Giờ thi đấu \| 15:00 \| \| Sân vận động \| Celtic Park, Glasgow \| \| Số khán giả \| 23,070 \| \| Trọng tài \| C Murray \| |
| Chi tiết                | Chi tiết             |               | |
| Ngày                    | 10 tháng 1 năm 2009  |               | |
| Giờ thi đấu             | 15:00                |               | |
| Sân vận động            | Celtic Park, Glasgow |               | |
| Số khán giả             | 23,070               |               | |
| Trọng tài               | C Murray             |               | |

| Chi tiết     | Chi tiết             |
| Ngày         | 10 tháng 1 năm 2009  |
| Giờ thi đấu  | 15:00                |
| Sân vận động | Celtic Park, Glasgow |
| Số khán giả  | 23,070               |
| Trọng tài    | C Murray             |

| Dunfermline Athletic | 2 – 0 | Clyde |  |

| Phinn 20' · Bayne 66' |                            |  | \| Chi tiết \| Chi tiết \| \| Ngày \| 10 tháng 1 năm 2009 \| \| Giờ thi đấu \| 15:00 \| \| Sân vận động \| East End Park, Dunfermline \| \| Số khán giả \| 2,871 \| \| Trọng tài \| S O'Reilly \| |
| Chi tiết              | Chi tiết                   |  | |
| Ngày                  | 10 tháng 1 năm 2009        |  | |
| Giờ thi đấu           | 15:00                      |  | |
| Sân vận động          | East End Park, Dunfermline |  | |
| Số khán giả           | 2,871                      |  | |
| Trọng tài             | S O'Reilly                 |  | |

| Chi tiết     | Chi tiết                   |
| Ngày         | 10 tháng 1 năm 2009        |
| Giờ thi đấu  | 15:00                      |
| Sân vận động | East End Park, Dunfermline |
| Số khán giả  | 2,871                      |
| Trọng tài    | S O'Reilly                 |

| Falkirk | 4 – 2 | Queen of the South |  |

| Arfield 37' (ph.đ.) 48' · Barrett 68' 80' |                          | Wilson 41' · Harris 47' | \| Chi tiết \| Chi tiết \| \| Ngày \| 10 tháng 1 năm 2009 \| \| Giờ thi đấu \| 15:00 \| \| Sân vận động \| Falkirk Stadium, Falkirk \| \| Số khán giả \| 3,423 \| \| Trọng tài \| C Richmond \| |
| Chi tiết                                  | Chi tiết                 |                         | |
| Ngày                                      | 10 tháng 1 năm 2009      |                         | |
| Giờ thi đấu                               | 15:00                    |                         | |
| Sân vận động                              | Falkirk Stadium, Falkirk |                         | |
| Số khán giả                               | 3,423                    |                         | |
| Trọng tài                                 | C Richmond               |                         | |

| Chi tiết     | Chi tiết                 |
| Ngày         | 10 tháng 1 năm 2009      |
| Giờ thi đấu  | 15:00                    |
| Sân vận động | Falkirk Stadium, Falkirk |
| Số khán giả  | 3,423                    |
| Trọng tài    | C Richmond               |

| Inverness CT | 3 – 0 | Partick Thistle |  |

| Morais 28' 56' · Vigurs 46' |                               |  | \| Chi tiết \| Chi tiết \| \| Ngày \| 10 tháng 1 năm 2009 \| \| Giờ thi đấu \| 15:00 \| \| Sân vận động \| Caledonian Stadium, Inverness \| \| Số khán giả \| 1,803 \| \| Trọng tài \| E Smith \| |
| Chi tiết                    | Chi tiết                      |  | |
| Ngày                        | 10 tháng 1 năm 2009           |  | |
| Giờ thi đấu                 | 15:00                         |  | |
| Sân vận động                | Caledonian Stadium, Inverness |  | |
| Số khán giả                 | 1,803                         |  | |
| Trọng tài                   | E Smith                       |  | |

| Chi tiết     | Chi tiết                      |
| Ngày         | 10 tháng 1 năm 2009           |
| Giờ thi đấu  | 15:00                         |
| Sân vận động | Caledonian Stadium, Inverness |
| Số khán giả  | 1,803                         |
| Trọng tài    | E Smith                       |

| Peterhead | 2 – 2 | Queen's Park |  |

| Bavidge 17' · Anderson 73' |                     | Brough 35' · Cairney 43' | \| Chi tiết \| Chi tiết \| \| Ngày \| 10 tháng 1 năm 2009 \| \| Giờ thi đấu \| 15:00 \| \| Sân vận động \| Balmoor, Peterhead \| \| Số khán giả \| 842 \| \| Trọng tài \| D Somers \| |
| Chi tiết                   | Chi tiết            |                          | |
| Ngày                       | 10 tháng 1 năm 2009 |                          | |
| Giờ thi đấu                | 15:00               |                          | |
| Sân vận động               | Balmoor, Peterhead  |                          | |
| Số khán giả                | 842                 |                          | |
| Trọng tài                  | D Somers            |                          | |

| Chi tiết     | Chi tiết            |
| Ngày         | 10 tháng 1 năm 2009 |
| Giờ thi đấu  | 15:00               |
| Sân vận động | Balmoor, Peterhead  |
| Số khán giả  | 842                 |
| Trọng tài    | D Somers            |

| Ross County | 0 – 1 | Hamilton Academical |  |

|              |                         | Swailes 22' · McArthur 90' | \| Chi tiết \| Chi tiết \| \| Ngày \| 10 tháng 1 năm 2009 \| \| Giờ thi đấu \| 15:00 \| \| Sân vận động \| Victoria Park, Dingwall \| \| Số khán giả \| 2,300 \| \| Trọng tài \| C Allan \| |
| Chi tiết     | Chi tiết                |                            | |
| Ngày         | 10 tháng 1 năm 2009     |                            | |
| Giờ thi đấu  | 15:00                   |                            | |
| Sân vận động | Victoria Park, Dingwall |                            | |
| Số khán giả  | 2,300                   |                            | |
| Trọng tài    | C Allan                 |                            | |

| Chi tiết     | Chi tiết                |
| Ngày         | 10 tháng 1 năm 2009     |
| Giờ thi đấu  | 15:00                   |
| Sân vận động | Victoria Park, Dingwall |
| Số khán giả  | 2,300                   |
| Trọng tài    | C Allan                 |

| Stenhousemuir | 0 – 1 | East Fife |  |

|              |                               | Linn 84' | \| Chi tiết \| Chi tiết \| \| Ngày \| 10 tháng 1 năm 2009 \| \| Giờ thi đấu \| 15:00 \| \| Sân vận động \| Ochilview Park, Stenhousemuir \| \| Số khán giả \| 784 \| \| Trọng tài \| E Norris \| |
| Chi tiết     | Chi tiết                      |          | |
| Ngày         | 10 tháng 1 năm 2009           |          | |
| Giờ thi đấu  | 15:00                         |          | |
| Sân vận động | Ochilview Park, Stenhousemuir |          | |
| Số khán giả  | 784                           |          | |
| Trọng tài    | E Norris                      |          | |

| Chi tiết     | Chi tiết                      |
| Ngày         | 10 tháng 1 năm 2009           |
| Giờ thi đấu  | 15:00                         |
| Sân vận động | Ochilview Park, Stenhousemuir |
| Số khán giả  | 784                           |
| Trọng tài    | E Norris                      |

| Hibernian | 0 – 2 | Heart of Midlothian |  |

| Fletcher 31' |                        | Nadé 38' · Glen 90' | \| Chi tiết \| Chi tiết \| \| Ngày \| 11 tháng 1 năm 2009 \| \| Giờ thi đấu \| 12:15 \| \| Sân vận động \| Easter Road, Edinburgh \| \| Số khán giả \| 14,837 \| \| Trọng tài \| C Thomson \| |
| Chi tiết     | Chi tiết               |                     | |
| Ngày         | 11 tháng 1 năm 2009    |                     | |
| Giờ thi đấu  | 12:15                  |                     | |
| Sân vận động | Easter Road, Edinburgh |                     | |
| Số khán giả  | 14,837                 |                     | |
| Trọng tài    | C Thomson              |                     | |

| Chi tiết     | Chi tiết               |
| Ngày         | 11 tháng 1 năm 2009    |
| Giờ thi đấu  | 12:15                  |
| Sân vận động | Easter Road, Edinburgh |
| Số khán giả  | 14,837                 |
| Trọng tài    | C Thomson              |

| East Stirlingshire | 0 – 4 | Dundee United |  |

|              |                               | Buaben 15' · Dods 40' · Daly 43' · Russell 55' (ph.đ.) | \| Chi tiết \| Chi tiết \| \| Ngày \| 11 tháng 1 năm 2009 \| \| Giờ thi đấu \| 15:00 \| \| Sân vận động \| Ochilview Park, Stenhousemuir \| \| Số khán giả \| 2,153 \| \| Trọng tài \| M Tumilty \| |
| Chi tiết     | Chi tiết                      |                                                        | |
| Ngày         | 11 tháng 1 năm 2009           |                                                        | |
| Giờ thi đấu  | 15:00                         |                                                        | |
| Sân vận động | Ochilview Park, Stenhousemuir |                                                        | |
| Số khán giả  | 2,153                         |                                                        | |
| Trọng tài    | M Tumilty                     |                                                        | |

| Chi tiết     | Chi tiết                      |
| Ngày         | 11 tháng 1 năm 2009           |
| Giờ thi đấu  | 15:00                         |
| Sân vận động | Ochilview Park, Stenhousemuir |
| Số khán giả  | 2,153                         |
| Trọng tài    | M Tumilty                     |

| Brechin City | 1 – 3 | St Mirren |  |

| Jancyzk 46'  |                     | Hamilton 25' (ph.đ.) 70' · Wyness 56' | \| Chi tiết \| Chi tiết \| \| Ngày \| 13 tháng 1 năm 2009 \| \| Giờ thi đấu \| 19:45 \| \| Sân vận động \| Glebe Park, Brechin \| \| Số khán giả \| 1,026 \| \| Trọng tài \| S Finnie \| |
| Chi tiết     | Chi tiết            |                                       | |
| Ngày         | 13 tháng 1 năm 2009 |                                       | |
| Giờ thi đấu  | 19:45               |                                       | |
| Sân vận động | Glebe Park, Brechin |                                       | |
| Số khán giả  | 1,026               |                                       | |
| Trọng tài    | S Finnie            |                                       | |

| Chi tiết     | Chi tiết            |
| Ngày         | 13 tháng 1 năm 2009 |
| Giờ thi đấu  | 19:45               |
| Sân vận động | Glebe Park, Brechin |
| Số khán giả  | 1,026               |
| Trọng tài    | S Finnie            |

| Forfar Athletic | 6 – 1 | Forres Mechanics |  |

| Gibson 2' · Bremner 4' (own goal) · Tulloch 24' · Campbell 31' · Gordon 43' 54' |                      | Green 23' | \| Chi tiết \| Chi tiết \| \| Ngày \| 13 tháng 1 năm 2009 \| \| Giờ thi đấu \| 19:45 \| \| Sân vận động \| Station Park, Forfar \| \| Số khán giả \| 775 \| \| Trọng tài \| S McLean \| |
| Chi tiết                                                                        | Chi tiết             |           | |
| Ngày                                                                            | 13 tháng 1 năm 2009  |           | |
| Giờ thi đấu                                                                     | 19:45                |           | |
| Sân vận động                                                                    | Station Park, Forfar |           | |
| Số khán giả                                                                     | 775                  |           | |
| Trọng tài                                                                       | S McLean             |           | |

| Chi tiết     | Chi tiết             |
| Ngày         | 13 tháng 1 năm 2009  |
| Giờ thi đấu  | 19:45                |
| Sân vận động | Station Park, Forfar |
| Số khán giả  | 775                  |
| Trọng tài    | S McLean             |

| St Johnstone | 0 – 2 | Rangers |  |

|              |                       | McCaffrey 43' (own goal) · Novo 78' | \| Chi tiết \| Chi tiết \| \| Ngày \| 13 tháng 1 năm 2009 \| \| Giờ thi đấu \| 20:05 \| \| Sân vận động \| McDiarmid Park, Perth \| \| Số khán giả \| 7,746 \| \| Trọng tài \| D McDonald \| |
| Chi tiết     | Chi tiết              |                                     | |
| Ngày         | 13 tháng 1 năm 2009   |                                     | |
| Giờ thi đấu  | 20:05                 |                                     | |
| Sân vận động | McDiarmid Park, Perth |                                     | |
| Số khán giả  | 7,746                 |                                     | |
| Trọng tài    | D McDonald            |                                     | |

| Chi tiết     | Chi tiết              |
| Ngày         | 13 tháng 1 năm 2009   |
| Giờ thi đấu  | 20:05                 |
| Sân vận động | McDiarmid Park, Perth |
| Số khán giả  | 7,746                 |
| Trọng tài    | D McDonald            |

| Inverurie Loco Works | 0 – 3 | Motherwell |  |

|              |                        | Sutton 2' 69' · Clarkson 57' | \| Chi tiết \| Chi tiết \| \| Ngày \| 2 tháng 2 năm 2009 \| \| Giờ thi đấu \| 19:45 \| \| Sân vận động \| Harlaw Park, Inverurie \| \| Số khán giả \| 2,500 \| \| Trọng tài \| W Collum \| |
| Chi tiết     | Chi tiết               |                              | |
| Ngày         | 2 tháng 2 năm 2009     |                              | |
| Giờ thi đấu  | 19:45                  |                              | |
| Sân vận động | Harlaw Park, Inverurie |                              | |
| Số khán giả  | 2,500                  |                              | |
| Trọng tài    | W Collum               |                              | |

| Chi tiết     | Chi tiết               |
| Ngày         | 2 tháng 2 năm 2009     |
| Giờ thi đấu  | 19:45                  |
| Sân vận động | Harlaw Park, Inverurie |
| Số khán giả  | 2,500                  |
| Trọng tài    | W Collum               |

Nguồn: ESPN Soccernet: , , , 
a.e.t. = sau hiệp phụ; agg. = tổng tỉ số; pen. = quyết định bằng luân lưu.

### Đấu lại
| Queen's Park | 1 – 0 | Peterhead |  |

| Holms 51'    |                       |  | \| Chi tiết \| Chi tiết \| \| Ngày \| 20 tháng 1 năm 2009 \| \| Giờ thi đấu \| 19:45 \| \| Sân vận động \| Hampden Park, Glasgow \| \| Số khán giả \| 782 \| \| Trọng tài \| D Somers \| |
| Chi tiết     | Chi tiết              |  | |
| Ngày         | 20 tháng 1 năm 2009   |  | |
| Giờ thi đấu  | 19:45                 |  | |
| Sân vận động | Hampden Park, Glasgow |  | |
| Số khán giả  | 782                   |  | |
| Trọng tài    | D Somers              |  | |

| Chi tiết     | Chi tiết              |
| Ngày         | 20 tháng 1 năm 2009   |
| Giờ thi đấu  | 19:45                 |
| Sân vận động | Hampden Park, Glasgow |
| Số khán giả  | 782                   |
| Trọng tài    | D Somers              |

| Kilmarnock | 3 – 1 | Ayr United |  |

| Ford 50' 80' · Taouil 76' · Fernandez 69' |                        | Prunty 10' | \| Chi tiết \| Chi tiết \| \| Ngày \| 22 tháng 1 năm 2009 \| \| Giờ thi đấu \| 19:30 \| \| Sân vận động \| Rugby Park, Kilmarnock \| \| Số khán giả \| 11,563 \| \| Trọng tài \| S Conroy \| |
| Chi tiết                                  | Chi tiết               |            | |
| Ngày                                      | 22 tháng 1 năm 2009    |            | |
| Giờ thi đấu                               | 19:30                  |            | |
| Sân vận động                              | Rugby Park, Kilmarnock |            | |
| Số khán giả                               | 11,563                 |            | |
| Trọng tài                                 | S Conroy               |            | |

| Chi tiết     | Chi tiết               |
| Ngày         | 22 tháng 1 năm 2009    |
| Giờ thi đấu  | 19:30                  |
| Sân vận động | Rugby Park, Kilmarnock |
| Số khán giả  | 11,563                 |
| Trọng tài    | S Conroy               |

Nguồn: ESPN Soccernet: , 
a.e.t. = sau hiệp phụ; agg. = tổng tỉ số; pen. = quyết định bằng luân lưu.

## Vòng Năm
Lễ bốc thăm vòng Năm diễn ra vào ngày 11 tháng 1 năm 2009 tại sân Easter Road Hibernian. Có 3 trận đấu bị hoãn, Aberdeen v East Fife do thời tiết xấu trong và xung quanh thành phố, và Airdrie United v Dunfermline Athletic cùng với Forfar Athletic v Rangers do sân bị đóng băng. Tất cả các trận đó đều dời lại ngày 18 tháng Hai.
| Celtic | 2 – 1 | Queen's Park |  |

| Caldwell 19' · McDonald 45' |                      | Coakley 66', 81' | \| Chi tiết \| Chi tiết \| \| Ngày \| 7 tháng 2 năm 2009 \| \| Giờ thi đấu \| 15:00 \| \| Sân vận động \| Celtic Park, Glasgow \| \| Số khán giả \| 22,223 \| \| Trọng tài \| W Collum \| |
| Chi tiết                    | Chi tiết             |                  | |
| Ngày                        | 7 tháng 2 năm 2009   |                  | |
| Giờ thi đấu                 | 15:00                |                  | |
| Sân vận động                | Celtic Park, Glasgow |                  | |
| Số khán giả                 | 22,223               |                  | |
| Trọng tài                   | W Collum             |                  | |

| Chi tiết     | Chi tiết             |
| Ngày         | 7 tháng 2 năm 2009   |
| Giờ thi đấu  | 15:00                |
| Sân vận động | Celtic Park, Glasgow |
| Số khán giả  | 22,223               |
| Trọng tài    | W Collum             |

| Hamilton Academical | 2 – 1 | Dundee United |  |

| Swailes 47' 55' |                            | Grainger 35' | \| Chi tiết \| Chi tiết \| \| Ngày \| 7 tháng 2 năm 2009 \| \| Giờ thi đấu \| 15:00 \| \| Sân vận động \| New Douglas Park, Hamilton \| \| Số khán giả \| 3,058 \| \| Trọng tài \| C Richmond \| |
| Chi tiết        | Chi tiết                   |              | |
| Ngày            | 7 tháng 2 năm 2009         |              | |
| Giờ thi đấu     | 15:00                      |              | |
| Sân vận động    | New Douglas Park, Hamilton |              | |
| Số khán giả     | 3,058                      |              | |
| Trọng tài       | C Richmond                 |              | |

| Chi tiết     | Chi tiết                   |
| Ngày         | 7 tháng 2 năm 2009         |
| Giờ thi đấu  | 15:00                      |
| Sân vận động | New Douglas Park, Hamilton |
| Số khán giả  | 3,058                      |
| Trọng tài    | C Richmond                 |

| Heart of Midlothian | 0 – 1 | Falkirk |  |

| Žaliūkas 82' |                               | Lovell 59' · Arfield 90' | \| Chi tiết \| Chi tiết \| \| Ngày \| 7 tháng 2 năm 2009 \| \| Giờ thi đấu \| 15:00 \| \| Sân vận động \| Tynecastle Stadium, Edinburgh \| \| Số khán giả \| 14,569 \| \| Trọng tài \| D McDonald \| |
| Chi tiết     | Chi tiết                      |                          | |
| Ngày         | 7 tháng 2 năm 2009            |                          | |
| Giờ thi đấu  | 15:00                         |                          | |
| Sân vận động | Tynecastle Stadium, Edinburgh |                          | |
| Số khán giả  | 14,569                        |                          | |
| Trọng tài    | D McDonald                    |                          | |

| Chi tiết     | Chi tiết                      |
| Ngày         | 7 tháng 2 năm 2009            |
| Giờ thi đấu  | 15:00                         |
| Sân vận động | Tynecastle Stadium, Edinburgh |
| Số khán giả  | 14,569                        |
| Trọng tài    | D McDonald                    |

| Inverness CT | 2 – 0 | Kilmarnock |  |

| Mihadjuks 36' · Rooney 90' |                               | Kyle 68' | \| Chi tiết \| Chi tiết \| \| Ngày \| 7 tháng 2 năm 2009 \| \| Giờ thi đấu \| 15:00 \| \| Sân vận động \| Caledonian Stadium, Inverness \| \| Số khán giả \| 2,578 \| \| Trọng tài \| I Brines \| |
| Chi tiết                   | Chi tiết                      |          | |
| Ngày                       | 7 tháng 2 năm 2009            |          | |
| Giờ thi đấu                | 15:00                         |          | |
| Sân vận động               | Caledonian Stadium, Inverness |          | |
| Số khán giả                | 2,578                         |          | |
| Trọng tài                  | I Brines                      |          | |

| Chi tiết     | Chi tiết                      |
| Ngày         | 7 tháng 2 năm 2009            |
| Giờ thi đấu  | 15:00                         |
| Sân vận động | Caledonian Stadium, Inverness |
| Số khán giả  | 2,578                         |
| Trọng tài    | I Brines                      |

| Motherwell | 1 – 1 | St Mirren |  |

| Hughes 65'   |                      | Dorman 12' | \| Chi tiết \| Chi tiết \| \| Ngày \| 7 tháng 2 năm 2009 \| \| Giờ thi đấu \| 15:00 \| \| Sân vận động \| Fir Park, Motherwell \| \| Số khán giả \| 5,695 \| \| Trọng tài \| C Thomson \| |
| Chi tiết     | Chi tiết             |            | |
| Ngày         | 7 tháng 2 năm 2009   |            | |
| Giờ thi đấu  | 15:00                |            | |
| Sân vận động | Fir Park, Motherwell |            | |
| Số khán giả  | 5,695                |            | |
| Trọng tài    | C Thomson            |            | |

| Chi tiết     | Chi tiết             |
| Ngày         | 7 tháng 2 năm 2009   |
| Giờ thi đấu  | 15:00                |
| Sân vận động | Fir Park, Motherwell |
| Số khán giả  | 5,695                |
| Trọng tài    | C Thomson            |

| Aberdeen | 5 – 0 | East Fife |  |

| Wright 11' · Vidal 16' · McDonald (o.g.) 29' · Maguire 82', 84' |                             | McCulloch 4' | \| Chi tiết \| Chi tiết \| \| Ngày \| 17 tháng 2 năm 2009 \| \| Giờ thi đấu \| 19:45 \| \| Sân vận động \| Pittodrie Stadium, Aberdeen \| \| Số khán giả \| 8,960 \| \| Trọng tài \| S Conroy \| |
| Chi tiết                                                        | Chi tiết                    |              | |
| Ngày                                                            | 17 tháng 2 năm 2009         |              | |
| Giờ thi đấu                                                     | 19:45                       |              | |
| Sân vận động                                                    | Pittodrie Stadium, Aberdeen |              | |
| Số khán giả                                                     | 8,960                       |              | |
| Trọng tài                                                       | S Conroy                    |              | |

| Chi tiết     | Chi tiết                    |
| Ngày         | 17 tháng 2 năm 2009         |
| Giờ thi đấu  | 19:45                       |
| Sân vận động | Pittodrie Stadium, Aberdeen |
| Số khán giả  | 8,960                       |
| Trọng tài    | S Conroy                    |

| Airdrie United | 1 – 2 | Dunfermline Athletic |  |

| McLaughlin (ph.đ.) 14' |                            | Holmes 2' · Bayne 73' | \| Chi tiết \| Chi tiết \| \| Ngày \| 17 tháng 2 năm 2009 \| \| Giờ thi đấu \| 19:45 \| \| Sân vận động \| Excelsior Stadium, Airdrie \| \| Số khán giả \| 1,772 \| \| Trọng tài \| C Murray \| |
| Chi tiết               | Chi tiết                   |                       | |
| Ngày                   | 17 tháng 2 năm 2009        |                       | |
| Giờ thi đấu            | 19:45                      |                       | |
| Sân vận động           | Excelsior Stadium, Airdrie |                       | |
| Số khán giả            | 1,772                      |                       | |
| Trọng tài              | C Murray                   |                       | |

| Chi tiết     | Chi tiết                   |
| Ngày         | 17 tháng 2 năm 2009        |
| Giờ thi đấu  | 19:45                      |
| Sân vận động | Excelsior Stadium, Airdrie |
| Số khán giả  | 1,772                      |
| Trọng tài    | C Murray                   |

| Forfar Athletic | 0 – 4 | Rangers |  |

| Smith 70'    |                      | Papac 8' · Miller 54', 90' · Aarón 84' | \| Chi tiết \| Chi tiết \| \| Ngày \| 18 tháng 2 năm 2009 \| \| Giờ thi đấu \| 19:45 \| \| Sân vận động \| Station Park, Forfar \| \| Số khán giả \| 4,718 \| \| Trọng tài \| E Smith \| |
| Chi tiết     | Chi tiết             |                                        | |
| Ngày         | 18 tháng 2 năm 2009  |                                        | |
| Giờ thi đấu  | 19:45                |                                        | |
| Sân vận động | Station Park, Forfar |                                        | |
| Số khán giả  | 4,718                |                                        | |
| Trọng tài    | E Smith              |                                        | |

| Chi tiết     | Chi tiết             |
| Ngày         | 18 tháng 2 năm 2009  |
| Giờ thi đấu  | 19:45                |
| Sân vận động | Station Park, Forfar |
| Số khán giả  | 4,718                |
| Trọng tài    | E Smith              |

Nguồn: ESPN Soccernet: , , 
a.e.t. = sau hiệp phụ; agg. = tổng tỉ số; pen. = quyết định bằng luân lưu.

### Đấu lại
| St Mirren | 1 – 0 | Motherwell |  |

| Mehmet 85'   |                         |  | \| Chi tiết \| Chi tiết \| \| Ngày \| 19 tháng 2 năm 2009 \| \| Giờ thi đấu \| 19:45 \| \| Sân vận động \| St Mirren Park, Paisley \| \| Số khán giả \| 4,555 \| \| Trọng tài \| C Thomson \| |
| Chi tiết     | Chi tiết                |  | |
| Ngày         | 19 tháng 2 năm 2009     |  | |
| Giờ thi đấu  | 19:45                   |  | |
| Sân vận động | St Mirren Park, Paisley |  | |
| Số khán giả  | 4,555                   |  | |
| Trọng tài    | C Thomson               |  | |

| Chi tiết     | Chi tiết                |
| Ngày         | 19 tháng 2 năm 2009     |
| Giờ thi đấu  | 19:45                   |
| Sân vận động | St Mirren Park, Paisley |
| Số khán giả  | 4,555                   |
| Trọng tài    | C Thomson               |

Nguồn: ESPN Soccernet
a.e.t. = sau hiệp phụ; agg. = tổng tỉ số; pen. = quyết định bằng luân lưu.

## Tứ kết
Lễ bốc thăm Tứ kết diễn ra vào ngày 9 tháng 2 năm 2009 tại Hampden Park.
| St Mirren          | 1 – 0  | Celtic |
| ------------------ | ------ | ------ |
| Mehmet 55' (ph.đ.) | Report |        |

| Dunfermline Athletic | 1 – 1  | Aberdeen  |
| -------------------- | ------ | --------- |
| Phinn 82'            | Report | Aluko 61' |

| Inverness CT | 0 – 1  | Falkirk              |
| ------------ | ------ | -------------------- |
|              | Report | Finnigan 31' (ph.đ.) |

| Rangers                                                            | 5 – 1  | Hamilton Academical |
| ------------------------------------------------------------------ | ------ | ------------------- |
| Whittaker 15' · Lafferty 35', 81' · Ñíguez 45' (ph.đ.) · Davis 53' | Report | Quinn 26'           |

### Đấu lại
| Aberdeen                          | 0 – 0 (a.e.t.) (2 – 4 pen.) | Dunfermline Athletic          |
| --------------------------------- | --------------------------- | ----------------------------- |
|                                   | Report                      |                               |
| Loạt sút luân lưu                 |                             |                               |
| Duff · Severin · Mulgrew · Foster | 2 – 4 Aberdeen went first   | Glass · Woods · Burke · Bayne |

## Bán kết
Lễ bốc thăm Bán kết diễn ra vào ngày 8 tháng 3 năm 2009 tại Ibrox Stadium.
| Rangers                            | 3 – 0  | St Mirren |
| ---------------------------------- | ------ | --------- |
| Velička 2' · Boyd 66' · Miller 70' | Report |           |

| Falkirk                         | 2 – 0  | Dunfermline Athletic |
| ------------------------------- | ------ | -------------------- |
| Scobbie 54' · Arfield 89'(pen.) | Report |                      |

## Chung kết
| Rangers  | 1 – 0  | Falkirk |
| -------- | ------ | ------- |
| Novo 46' | Report |         |

## Phủ sóng truyền thông
- Ở trong nước, cả Sky Sports và BBC Sport Scotland phát sóng trực tiếp các trận đấu được lựa chọn, và cả hai kênh đều phát sóng trận Chung kết. Cả hai cũng phát sóng các tình huống nổi bật của tất cả các trận trong mỗi vòng.
- BBC Radio Scotland có quyền phát thanh độc quyền quốc nội của giải đấu.
- Thông qua đối tác truyền thông quốc tế của Hiệp hội bóng đá Scotland là IMG, Cúp quốc gia Scotland được phát sóng ở nhiều lãnh thổ trên toàn thế giới. Thí dụ, ở Úc, Cúp quốc gia Scotland có trên Setanta Sports.